# Papa Alexandru I

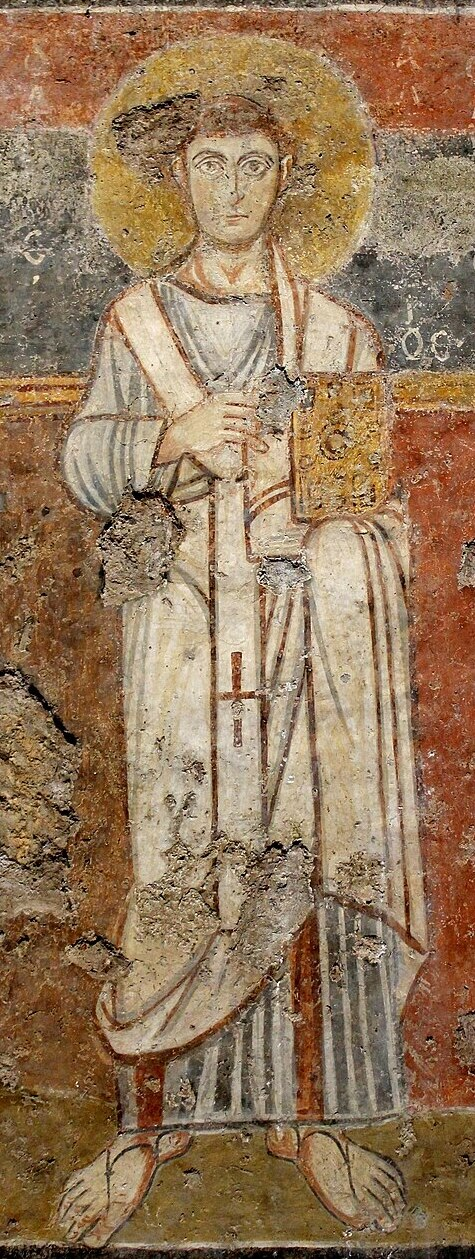
Papa Alexandru I, frescă de la biserica Santa Maria Antiqua, Roma, din secolul al VIII-lea.

Alexandru I (n. secolul I d.Hr., Roma, Imperiul Roman – d. 116 d.Hr., Roma, Imperiul Roman) a fost Papă al Romei în anii cca. 109 - 119 sau 107 - 116.
Era roman, ucenic al lui Plutarh. Conform tradiției, îi este atribuită instituirea apei binecuvântate (agheasmă) care este folosită în biserici și în casele creștinilor precum și prescrierea că, la Dumnezeiasca Liturghie, ostia pentru consacrare să fie exclusiv pâine azimă. Papa Alexandru I a fost canonizat.
Irineu îl desemnează pe Papa Alexandru I ca succesor al lui Papa Evarist și al 5-lea episcop al Romei după Sf. Petru (cf. Irineu din Lyon, Adv. haeres. III,3; PG 7, 851).
Eusebiu din Cezareea precizează că Papa Alexandru I a murit în al treilea an al împăratului Hadrian (119-120) și că, la moarte, era episcop al Romei de 10 ani (cf. Eusebiu, Hist. eccles., IV,4).
L. Duchesne, deși cu rezerve, înclină să plaseze pontificatul lui Papa Alexandru I între anii 106-115.
Nici Irineu, nici Eusebiu nu pomenesc de martiriul acestui papă. Liber Pontificalis îl confundă evident cu martirul Alexandru, înmormântat pe via Nomentana.
Ca și ceilalți episcopi ai Romei din secolul al II-lea, este foarte probabil ca Papa Alexandru I să fi fost înmormântat în cimitirul din Vatican.
Conform Liber Pontificalis, Papa Alexandru I ar fi introdus în Canonul Liturghiei rugăciunile „Qui pridie...” și „Unde memmores”. Toți istoricii însă consideră că aceste informații nu au nici o valoare. (cf. Cabrol, Canon, în DACL, II,2; col. 1555 u.).
Nu este autentică nici informația – provenită de asemeni din Liber Pontificalis - conform căreia Papa Alexandru I ar fi stabilit obiceiul binecuvântării caselor cu apă sfințită și cu sare.
Papei Alexandru I i-au fost atribuite câteva scrisori și decrete, dar și acestea sunt „apocrife” cu certitudine.

## Confuzia cu martirul Alexandru și itinerarul clarificării
Această confuzie se datorează în întregime cronicii Liber Pontificalis. Într-adevăr, în această cronică a papilor se menționează: „roman de origine, tatăl Alexandru, din regiunea Caput Taurii” („natione Romanus, ex patre Alexandro, de regione Caput Tauri”).
Această indicație topografică se referă la zona apropiată a sfintei Bibiana, la extremitatea celei de-a V-a regiuni Augustea, unde Lucius Statilius Taurus, consul în 44 e.c., a fondat forum-ul și grădinile (horti) sale și care în Evul Mediu a fost numită „Taurina porta s. Laurentii”  (Taurina poarte sf. Laurențiu).
Aceeași cronică indică martiriul său la 115, avându-i însoțitori pe „Eventius, prezbiter et Theodolus, diaconus”; înmormântați pe „via Numentana, ubi decollatus est, ab urbe Roma non longe, millario VII, nonas maii” (pe via Nomentana, la cca 7 km distanță de orașul Roma, unde a fost decapitat, pe 3 mai).
Martirologiul Ieronomian, la aceeași dată consemnează: „Romae, via Nomentana, millario VII, natale sanctorum Eventi, Alexandri, Theodoli” (la Roma, pe via Nomentana, la km 7, nașterea (pentru cer) a sfinților Evențiu, Alexandru, Theodolus").
După cum se vede, lipsește orice indiciu de episcopi, care se dădea mereu papilor și, în plus, Papa Alexandru I nu este plasat pe primul loc. Aceste două circumstanțe au făcut ca unii cercetători, încă de prin sec. al XVII-lea, să nu fie siguri  în acest caz  de identitatea Papa Alexandru I  și  martirul Alexandru (cf. Vetustius Occidentalis ecclesiae Martyrologium, Lucca 1668, pg. 496b).
În Itinerariul din sec. al VII-lea, introdus de Gulielmo de Malmesbury în Gesta Regum Anglorum, în afara porții Nomentana este scris: „La km 7 pe același drum (aceeași stradă) sfântul papă Alexandru, cu însoțitorii Evențiu și Theodolus, odihnesc în pace”.
Această informație depinde de Passio ca și Liber Pontificalis.
Passio, pe cei 2 însoțitori ai lui Alexandru îi numște „ambo presbyteri”. Toți 3 ar fi fost înmormântați de Severina, soția comes-ului Aurelian, cel care i-ar fi condamnat, „la km 7 lângă Roma, pe via Nomentana, pe proprietatea sa, pe Evențiu și pe Alexandru i-a pus într-un singur mormânt, iar pe Theodolus de unul singur într-un alt loc l-a înmormântat” (Acta ss. Maii. I, Venezia 1737, pg. 375).
Passio, considerat de L. Duchesne nu anterior sec. al VI-lea, cel puțin în această privință nu are nici o valoare; aceasta se vede și din faptul că mai adaugă și alți martiri: pe Ermete, pe tribunul Quirin și pe fiica acestuia, Balbina.
Problema este a identificării personajelor și nu a faptului istoric în sine a unor martiri. Într-adevăr, indiciile topografice și cele trei nume (Evențiu, Alexandru și Theodolus) regăsite în toate cele patru izvoare (Liber Pontificalis, Martirologiul Ieronomian, Pasiio și Itinerariul Malmesburiense) s-au dovedit exacte, când în 1855, s-a descoperit la km 7, pe via Nomentana, un cimitir și un complex bazilical cu 2 morminte venerate. Pe primul mormânt a fost ridicat un altar cu inscripția: 
„ET ALEXANDRO DELICATVS VOTO POSVIT DEDICANTE AEPISCOPO VRS(O)”.
Ursus a fost identificat de Duchesne cu episcopul Nomentanei amintit cu acest nume într-o scrisoare a papei Inocențiu I (401-417). Inscripția este așadar de la începutul sec. al V-lea și demonstrează că Alexandru este numit pe ultimul loc, fără nici o demnitate ierarhică, întărind și mai mult dubiile exprimate de Duchesne.
Cimitirul și mormintele din el nu permit în nici un fel o datare atât de timpurie, ca perioada împăratului Traian, dar este vorba de un cimitir local, dat în folosință ca atare nu înainte de a doua jumătate a sec. al III-lea.
Papa Alexandru I în iconografie și monumente
Atributele cele mai frecvente – deși nu ad personam – ale papei Alexandru I sunt tiara și palmierul, întrucât este de obicei reprezentat ca papă martir. Uneori însă palmierul (simbolul martiriului) nu apare, chiar dacă confuzia și confundarea cu martirul Alexandru din via Nomentana a persistat.
Rămășițele sale sunt venerate la Stavelot, la Aschaffenburg pe Main și la Freising, în Bavaria.
În prima reprezentare cunoscută, sfântul Alexandru este reprezentat pe catedră ca Pontif (statuie pe fațada bisericii din Lucca, dedicată lui Alexandru în sec. al XI-lea, cu însoțitorii Evențiu și Theodolus, cu care conform tradiției – eronate – a fost martirizat.
Apare în relicviarul de argint bătut de la Godefroid de Huy, relicviar executat la cererea și indicațiile lui Wibold, abate de Stavelot, în sec. al XII-lea.
O pictură din sec. al XIV-lea, păstrată la Pentina în Abruzzo, îl reprezintă pe fundalul unei mari mantii înflorate, susținut de doi îngeri; la picioarele lui sunt îngenunchiați comes-ii.
În Colegiul din Aschaffenburg sunt păstrate un „bust-relicvar” al sfântului și o imagine a sa pe catedra lui Petru, pe portalul Colegiului: ambele opere sunt din sec. al XV-lea.
O reprezentare ceva mai târzie se găsește în seria pontifilor pictată în capela Sixtină de Fra Diamante și de alți pictori angajați de maestru să decoreze capela Palatină la cererea papei Sixt al IV-lea.
În pofida cantității mari de reprezentări, nu s-a format totuși o adevărată și proprie tradiție iconografică de atribute; așa că nu s-a determinat nicio caracteristică particulară a Sf. Alexandru I, papă.